# Wilhelm Kathol (Architekt)
Wilhelm Kathol (* 5. Dezember 1878 in Berlar; † 11. Januar 1951 in Meschede) war ein deutscher Architekt und Baubeamter, der als Kreisbaumeister in Meschede arbeitete.

## Leben und Wirken
Wilhelm Kathol wurde als Sohn des Gutsbesitzers Franz Kathol in Berlar geboren. Nach dem Besuch der Volksschule in Berlar besuchte er bis 1893 die Rektoratsschule in Ramsbeck. Es folgten Tätigkeiten im Baugewerbe in Grevenbroich, Hüsten und Gelsenkirchen. 1898 legte er die Abschlussprüfung an der Baugewerkschule in Höxter ab. Anschließend arbeitete er als Architekt und Bauführer in Köln und Witten. Ab 1904 besuchte Kathol das Pädagogium Dr. Kordgien in Hannover. 1905 bestand der die Reifeprüfung am Realgymnasium in Lippstadt als Externer und studierte dann Architektur an der Technischen Hochschule Hannover. Seine Diplom-Hauptprüfung legte er 1908 an der Technischen Hochschule Darmstadt ab. Nach Tätigkeiten als Lehrer an der Baugewerkschule in Zerbst und als Architekt in Köln wurde er 1910 Leiter des neugegründeten Kreisbauamtes in Meschede, er führte zunächst den Titel Kreisbaumeister und wurde später (vor 1930) zum Kreisbaurat befördert.
Seine wichtigsten Bauten sind das Kreishaus in Meschede und die Aufbauschule in Fredeburg. Seine Architektur weist klare, harmonische Formen auf und wird häufig als schlicht und schön charakterisiert.
Der architektonische Einfluss Kathols ging über die staatlichen Bauten hinaus. Kennzeichnend für die Pfarrhausbauten um 1910/1914 ist die gediegene Grundhaltung bei Reduktion der barocken Zitate auf Proportion, Axialität und Dachform (Vollwalmdach). Diese Architektursprache ist im Sauerland ganz wesentlich von Wilhelm Kathol formuliert worden.
1933 wurde das Kreisbauamt mit folgender Begründung geschlossen: „Es kann nicht mehr verantwortet werden, dass den Privatarchitekten durch das Kreisbauamt Konkurrenz gemacht wird.“ Wilhelm Kathol wurde zum 30. Juni 1933 im Alter von 55 Jahren in den Ruhestand versetzt.

## Bauten (unvollständig)
- 1913–1914: Schulgebäude in Niederberndorf
- 1913–1923: Erweiterung des Kreishauses in Meschede, Steinstraße (heute Amtsgericht Meschede, seit 1986 unter Denkmalschutz)[2]
- 1915: Schulgebäude in Nichtinghausen
- 1915: Schulgebäude in Gleidorf
- 1924–1925: Schulgebäude in Westernbödefeld
- 1925: Schulgebäude in Brabecke
- 1925: Schulgebäude in Bödefeld
- 1928: Aufbauschule in Fredeburg 1928 (heutiges Musikbildungszentrum Südwestfalen)[3]
- 1930: Schulgebäude in Nuttlar
- 1931: Schulgebäude in Reiste
- 1931: Schulgebäude in Oedingen
- Amtshaus in Serkenrode
- Amtshaus in Bestwig
- Schwesternhaus in Velmede
- Internat in Fredeburg
- Erweiterungsbau des Schützenzeltes in Fredeburg
- Siedlungsbauten mit 27 Wohnungen in Velmede
- Wohnbauten an der St.-Georg-Straße in Fredeburg
- Wohnhaus Gierse in Bödefeld, Schützenstraße 10
- Wohnhaus Kropf in Meschede, Hardtstraße 9
- Wohnhaus Ransenberg in Meschede

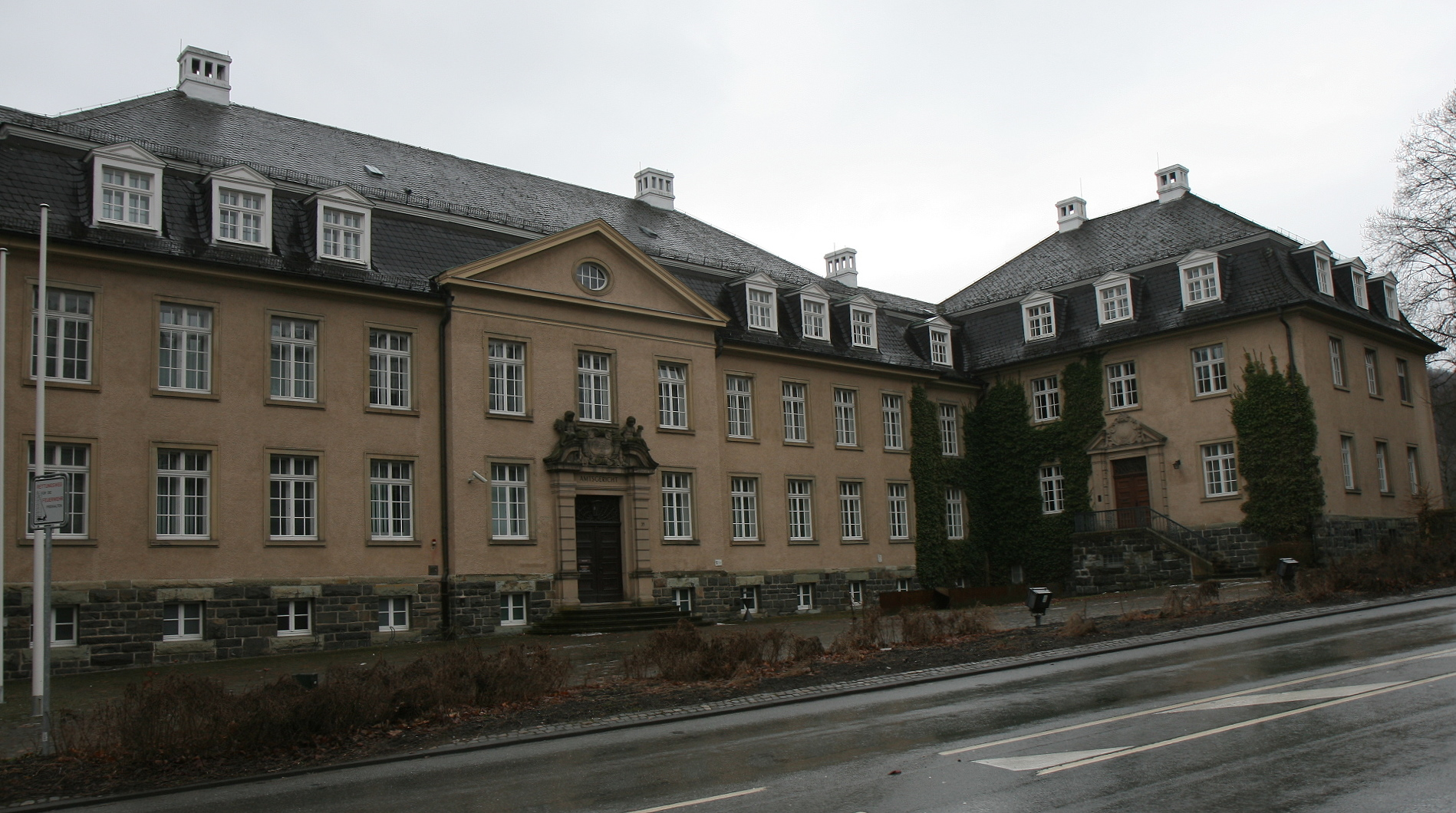
Kreishaus Meschede, heute Amtsgericht Meschede
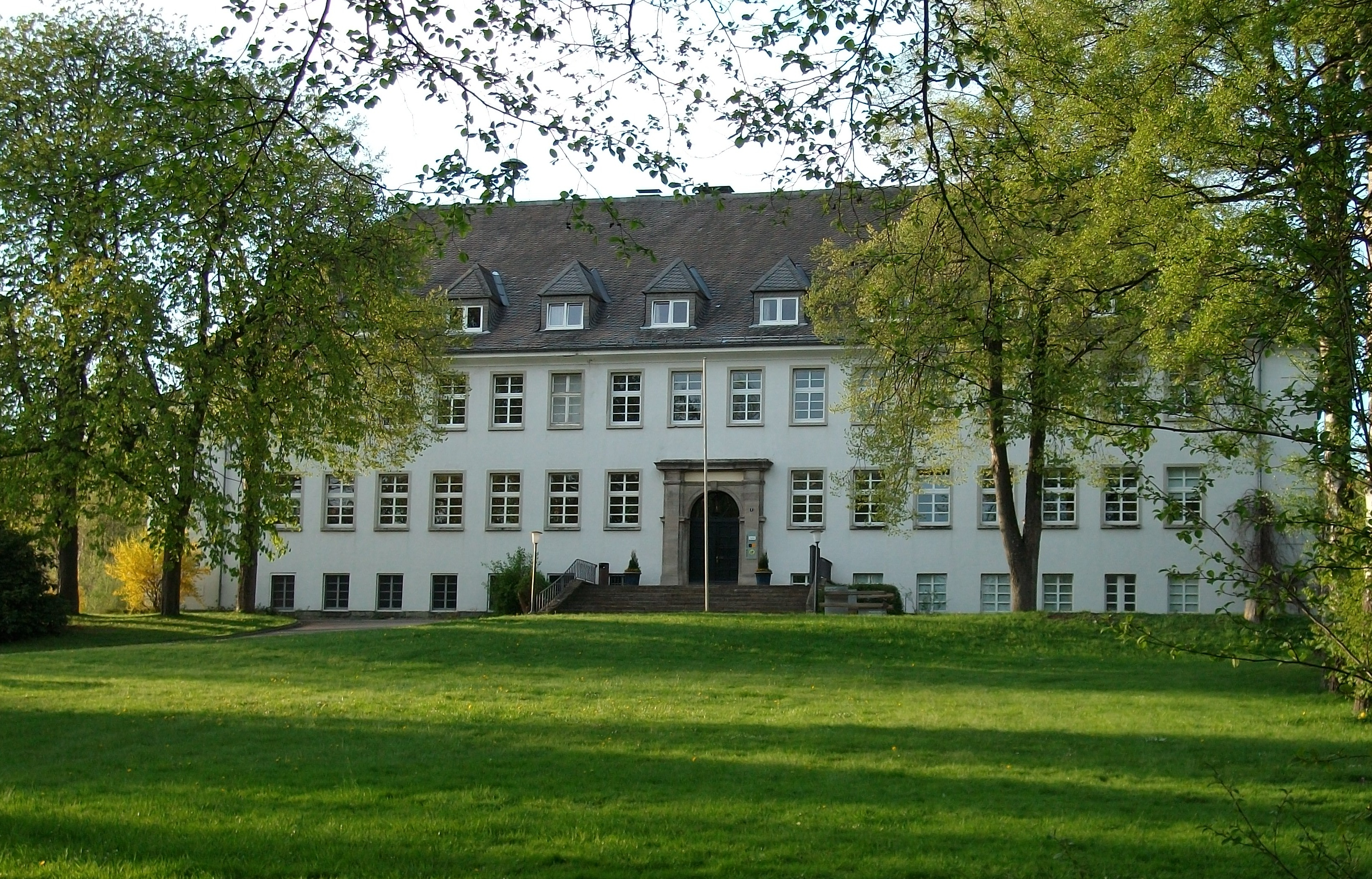
Aufbauschule Fredeburg, heute Akademie Bad Fredeburg
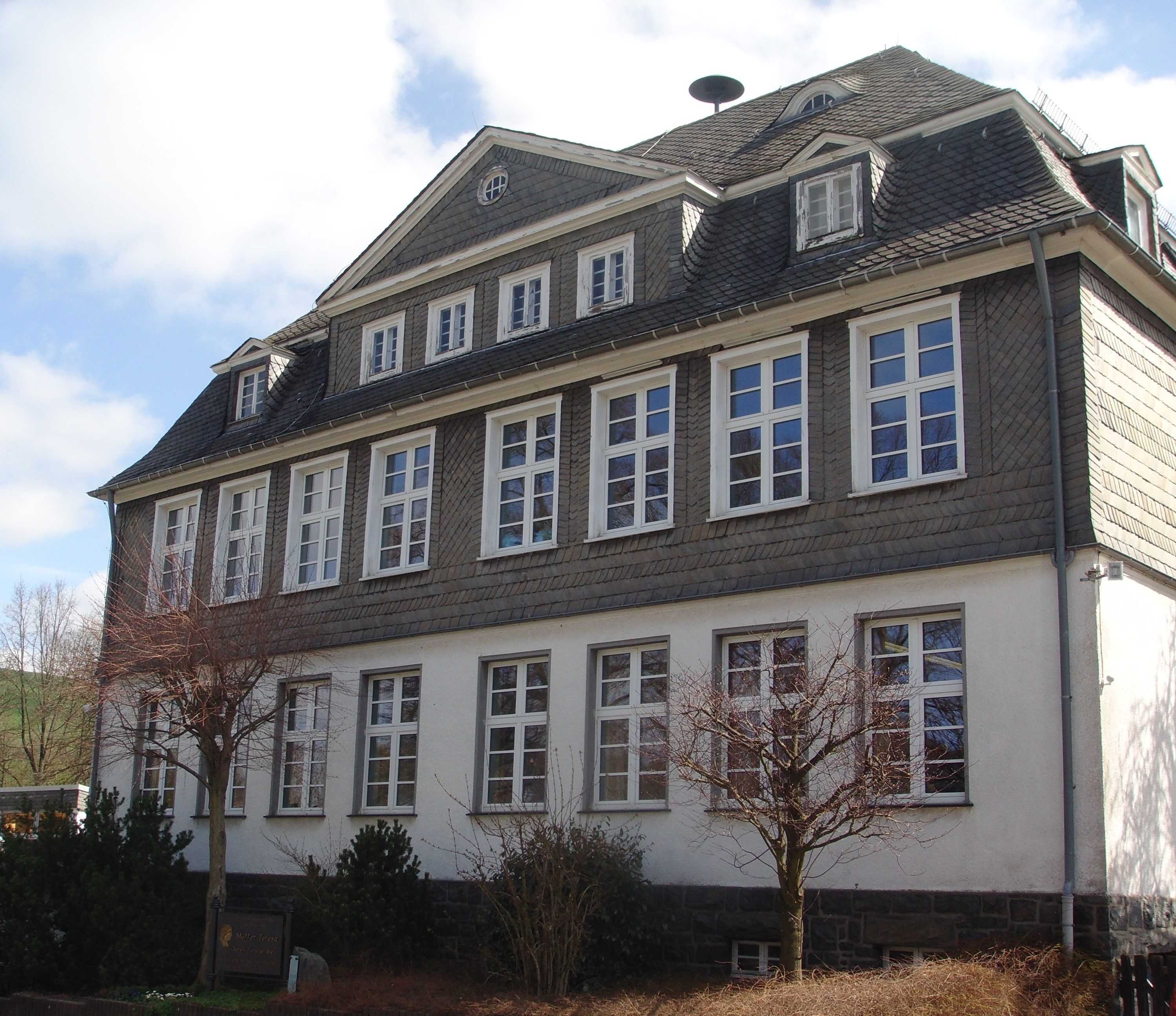
Schulgebäude in Bödefeld, heutiger Bauzustand
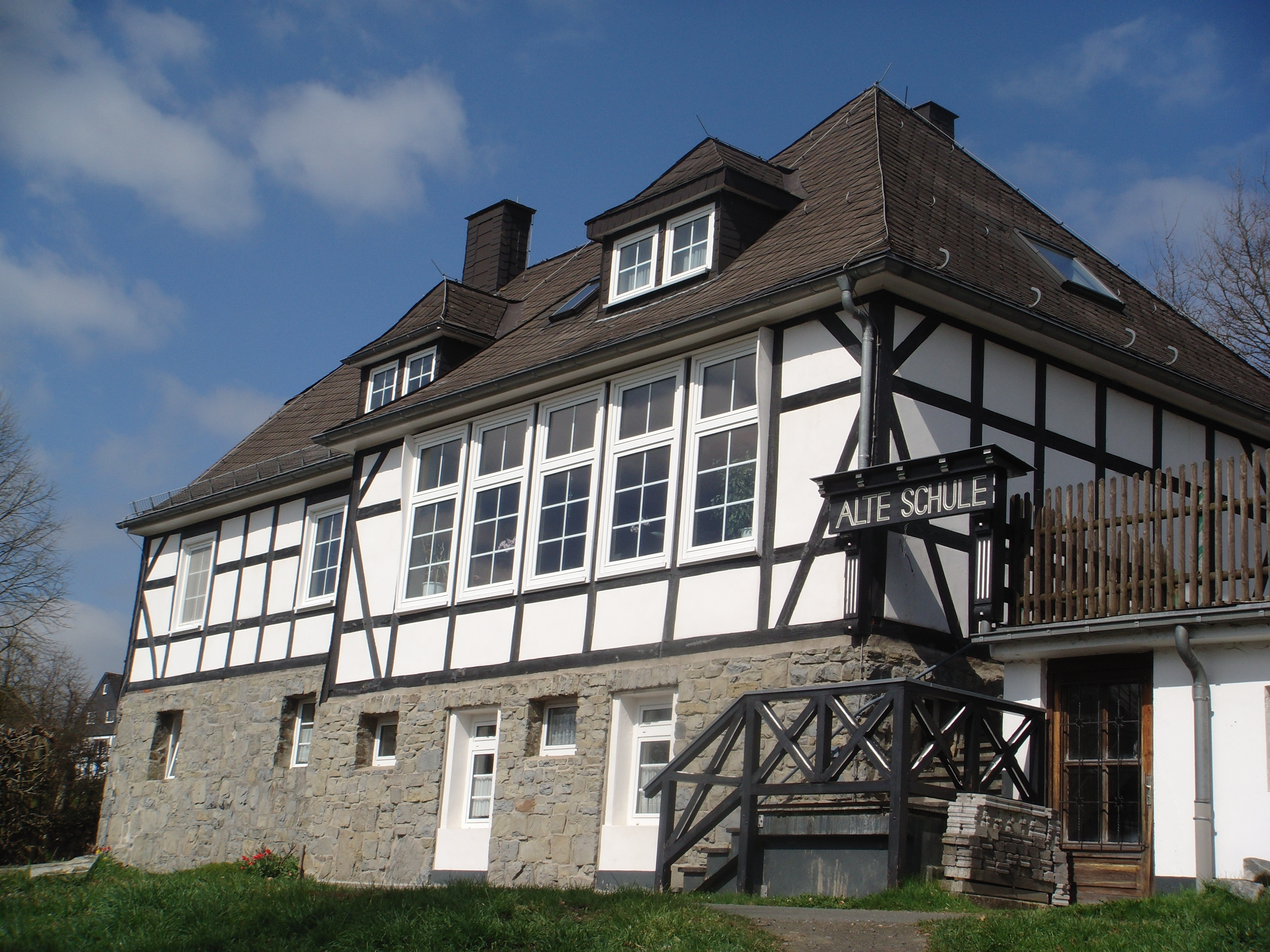
Schulgebäude in Westernbödefeld, heute Wohnhaus
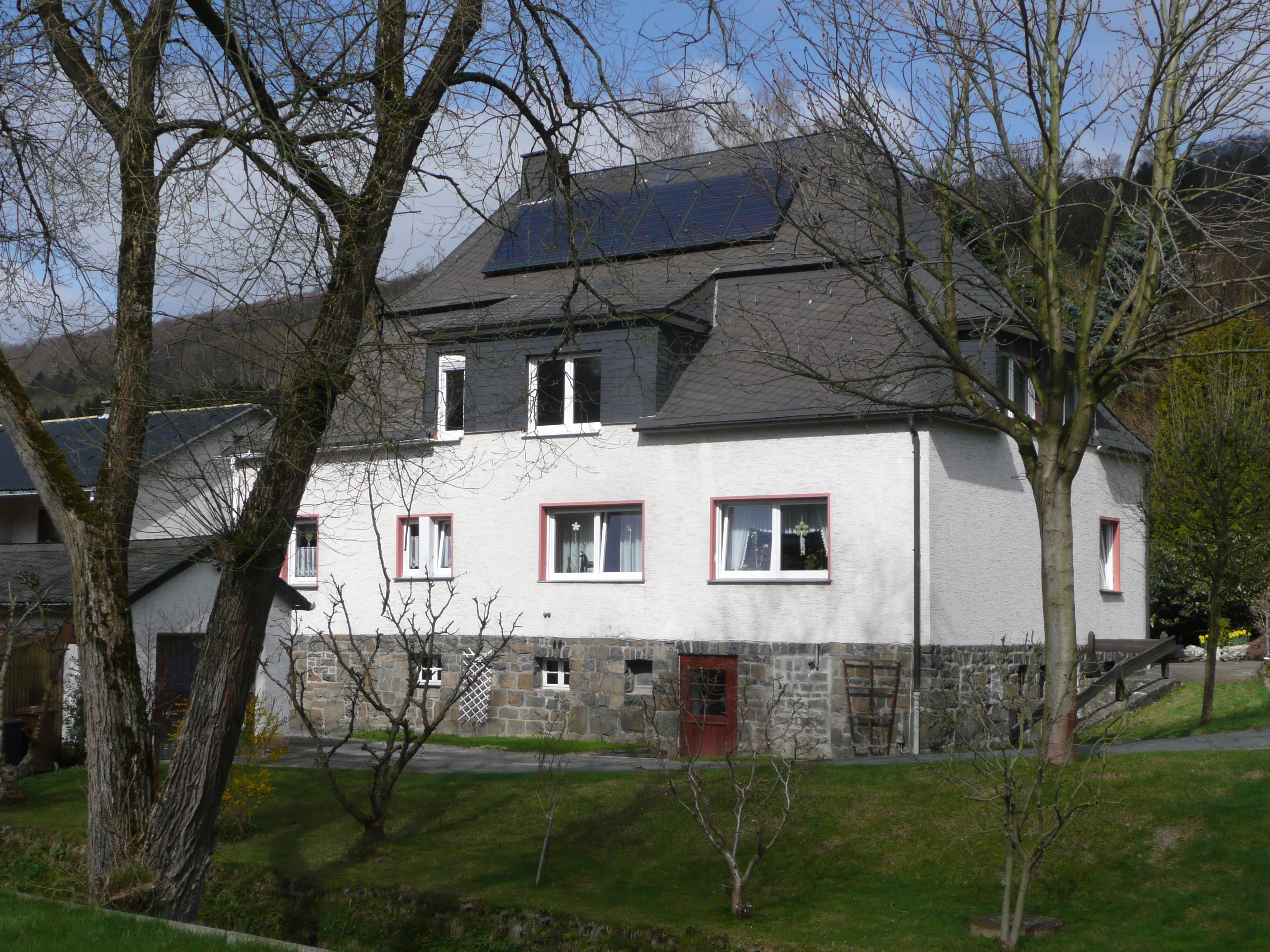
Schulgebäude in Brabecke, heute Wohnhaus
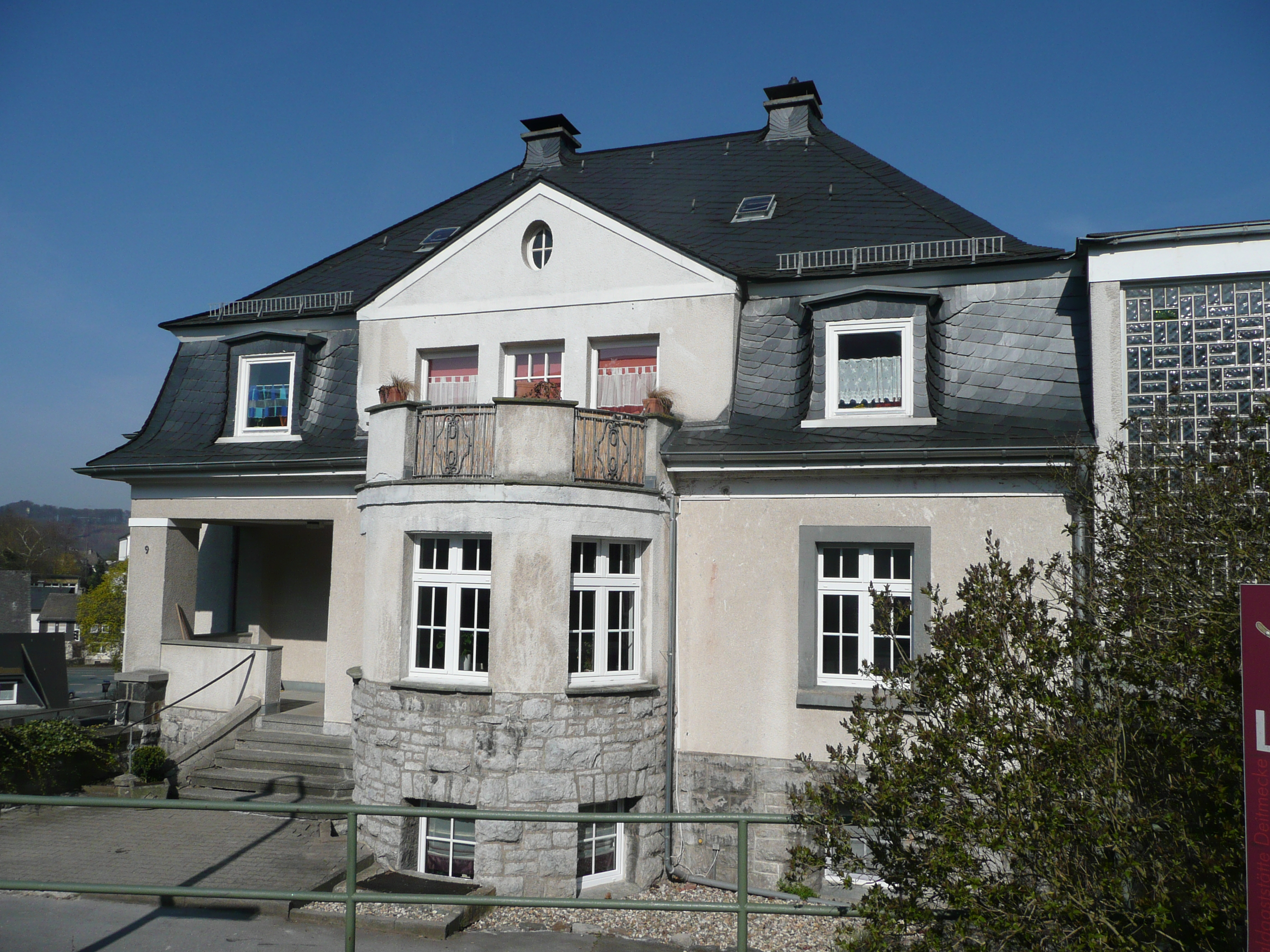
Meschede, Wohnhaus Hardtstr. 9, heutiger Bauzustand
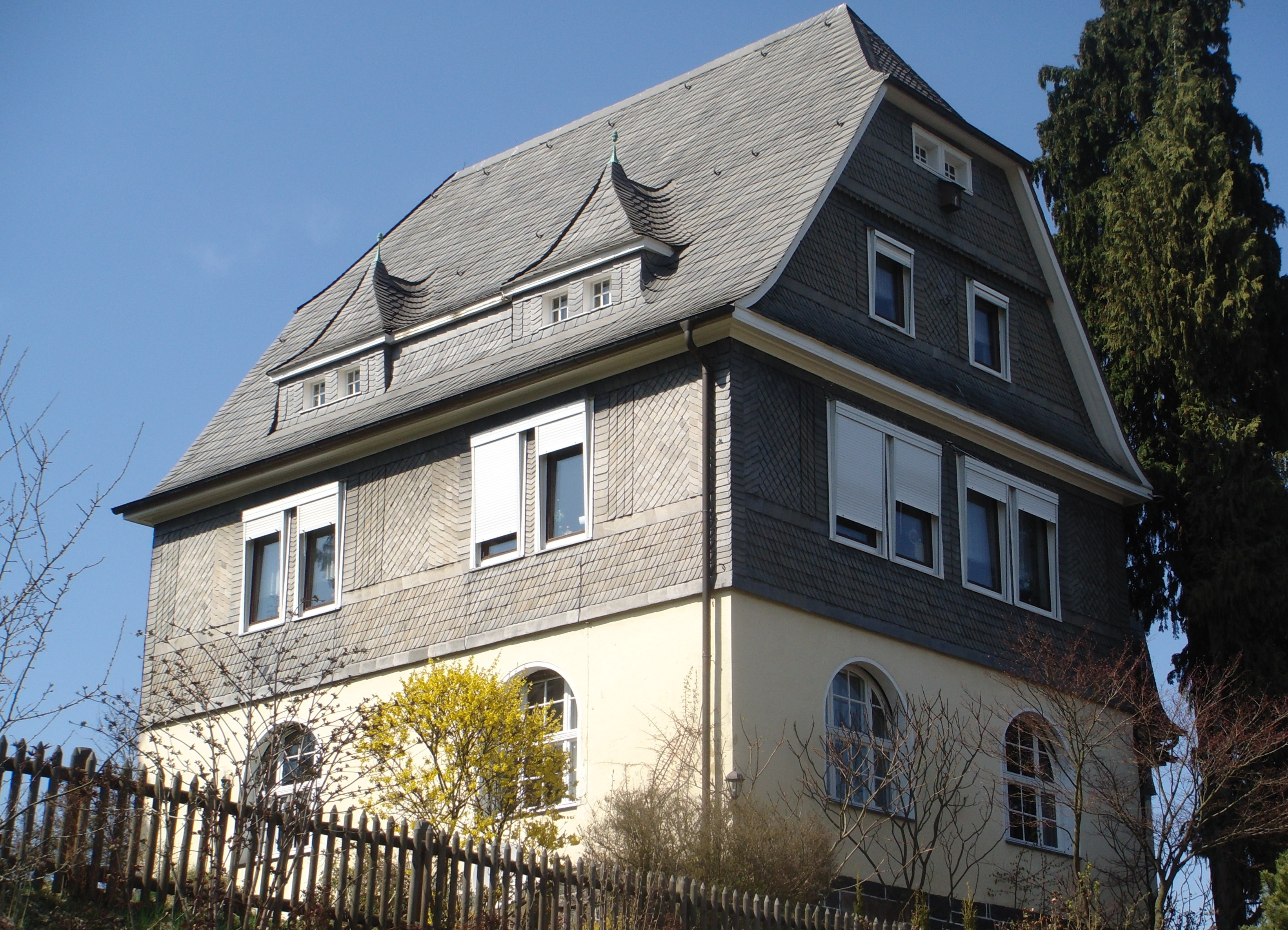
Bödefeld, Wohnhaus Schützenstr. 10, heutiger Bauzustand